# Tess (Vorname)
Tess auch Tessie ist ein weiblicher Vorname.

## Herkunft und Varianten
Tess ist eine eigenständige Namensform, die sich als weiblicher Name als Kurzform  aus Therese herleitet.

## Verbreitung
Der Name ist im Besonderen mit Thomas Hardys (1840–1928) Roman Tess of the d'Urbervilles: A Pure Woman Faithfully Presented (Sozialdrama, 1891, dt. Tess von den d’Urbervilles) und Grace Miller Whites (1868–1957) Tess of the Storm Country (Jugendroman, 1909), zwei Klassikern der englischen Literatur, seit der Belle Epoque im englischsprachigen Raum als Inbegriff eines modernen Frauenbilds beliebt geworden. In den 1980ern wird er mit dem Polanski-Film Tess (Hardy-Verfilmung, 1979), mit Nastassja Kinski in der Hauptrolle, weltweit populär.

## Namensträgerinnen

### Vorname
- Tess Arnone (* 2003), US-amerikanische Nordische Kombiniererin
- Tess Burton (* 1985), luxemburgische Politikerin
- Tess Clark (* 1996), US-amerikanische Volleyballspielerin
- Tess Coady (* 2000), australische Snowboarderin
- Tess Critchlow (* 1995), kanadische Snowboarderin
- Tess Gerritsen (* 1953), US-amerikanische Schriftstellerin
- Tess Gunty (* 1993), US-amerikanische Schriftstellerin
- Tess Harper (* 1950), US-amerikanische Schauspielerin
- Tess Haubrich (* 1990), australische Schauspielerin und Model
- Tess Johnson (* 2000), US-amerikanische Freestyle-Skierin
- Tess Ledeux (* 2001), französische Freestyle-Skierin
- Tess Lieder (* 1993), niederländische Handballspielerin
- Tess Merkel (Eva Therese Margaretha Merkel; * 1970), schwedische Sängerin
- Tess von Piekartz (* 1992), niederländische Volleyballspielerin
- Tess Slesinger (1905–1945), US-amerikanische Schriftstellerin und Drehbuchautorin
- Tess Sugnaux (* 1995), Schweizer Tennisspielerin
- Tess Wiley (* 1974), US-amerikanische Musikerin